# داستین میلیگان
داستین میلیگان (انگلیسی: Dustin Milligan؛ زادهٔ ۲۸ ژوئیهٔ ۱۹۸۵) یک هنرپیشه اهل کانادا است. وی از سال ۲۰۰۴ میلادی تاکنون مشغول فعالیت بوده‌است.
از فیلم‌ها یا برنامه‌های تلویزیونی که وی در آن نقش داشته است می‌توان به بورلی هیلز ۹۰۲۱۰، در سرزمین زنان، پروانه‌ای روی چرخ، مک و ریتا، افرادی که در عروسی از آن‌ها متنفریم و مرد خانواده اشاره کرد.